# Al Molinaro
Pour les articles homonymes, voir Molinaro.
Al Molinaro, né le 24 juin 1919 à Kenosha (Wisconsin) et mort le 30 octobre 2015 à Glendale (Californie), est un acteur américain. 
Il est notamment connu pour son rôle d'Al Delvecchio dans la série télévisée Happy Days.

## Biographie

### Jeunesse, formation & débuts
Al Molinaro nait à Kenosha dans le Wisconsin. C'est un fils d'immigrés italiens, le neuvième d'une fratrie de dix enfants. 

### Carrière
Il est notamment connu pour son rôle d'Al Delvecchio dans la série télévisée Happy Days, mais a aussi joué dans d'autres séries, notamment The Odd Couple ainsi que dans des publicités.
Il a également cofondé une chaîne d'établissements appelés « Chez Big Al ».

### Décès
Al Molinaro meurt le 30 octobre 2015 à Glendale (Californie) à l'âge de 96 ans. Il laisse derrière lui son épouse Betty, son fils Michael et ses trois petites-filles. Son fils a déclaré que la mort de son père est le résultat des complications d'une infection d'un calcul de la vésicule biliaire.

## Filmographie

### Cinéma
- 1975 : It's a Bird... It's a Plane... It's Superman ; un gangster
- 1976 : Un vendredi dingue, dingue, dingue (Freaky Friday) ; Drapery man
- 1976 : Panique en plein ciel ; Forenzo
- 1977 : Great Day ; Peavey
- 1979 : A Christmas for Boomer ; Casey
- 1980 : Gridlock ; Sightseer
- 1982 : The Ugily Family ; Sal Ugily

### Séries
- 1969 : Les Règles du jeu (Love-In at Ground Zero)
- 1969 : Max la menace
- 1969 - 1970 : Les arpents verts
- 1971 : That Girl
- 1971 : Ma sorcière bien-aimée
- 1970 - 1975 : The Odd Couple
- 1972 - 1974 : Love, American Style
- 1974 - 1984 : Happy Days - Les jours heureux
- 1975 : Doc
- 1976 : Laverne et Shirley
- 1977 : Rosetti and Ryan
- 1977 : La croisière s'amuse
- 1979 - 1982 : L'Île fantastique
- 1982 - 1983 : Joanie Loves Chachi
- 1985 : Punky Brewster
- 1990 - 1991 : The Family Man
- 1992 : Notre belle famille

### Vidéo-clip
- 1994  : Weezer - Buddy Holly